# Dieter Gust
Dieter Gust (* 21. März 1955) ist ein ehemaliger deutscher Fußballspieler. Er spielte auf der Position des Torhüters.
1974 wechselte Dieter Gust vom SV 03 Tübingen zum damals amtierenden Deutschen Amateurmeister SSV Reutlingen 05. Nachdem der SSV in der Saison 1974/75 in der 1. Amateurliga Schwarzwald-Bodensee Meister wurde, stand Gust beim 1:0-Sieg des SSV im Finale um die Württembergische Amateurmeisterschaft gegen den VfR Aalen im Reutlinger Tor. In der anschließenden Aufstiegsrunde zur 2. Bundesliga war Gusts Konkurrent Rolf Kirsch in allen sechs Gruppenspielen im Einsatz. Als beim 3:0-Sieg des SSV Reutlingen gegen den VfB Eppingen im letzten Gruppenspiel der Aufstieg besiegelt wurde, wurde Dieter Gust für Kirsch in der 87. Minute eingewechselt. In der Zweitligaspielzeit 1975/76 erhielt Dieter Gust in neun Profispielen den Vorzug vor seinen Konkurrenten Rolf Kirsch und Joachim Grüninger und wurde in einem weiteren Zweitligaspiel für Kirsch eingewechselt. Nach dem Abstieg des SSV Reutlingen am Ende dieser Saison wechselte Dieter Gust zum VfR Aalen.